# Sonvilier
Sonvilier é uma comuna da Suíça, localizada no Cantão de Berna, com 1.180 habitantes, de acordo com o censo de 2010 . Estende-se por uma área de 23,78 km², de densidade populacional de 50 hab/km². Confina com as seguintes comunas: Renan, Saint-Imier, Les Bois, Le Pâquier, Dombresson e Chézard-Saint-Martin.
A língua oficial nesta comuna é o francês, uma vez que Sonvilier está localizada na parte do cantão denominada Jura Bernense (Jura Bernois), que é a sua porção francófona.

## Idiomas
De acordo com o censo de 2000, a maioria da população fala francês (76,8%), sendo o alemão a segunda língua mais comum, com 17,7%, e, em terceiro lugar, o italiano, com 1,9%.